# 오관참육장

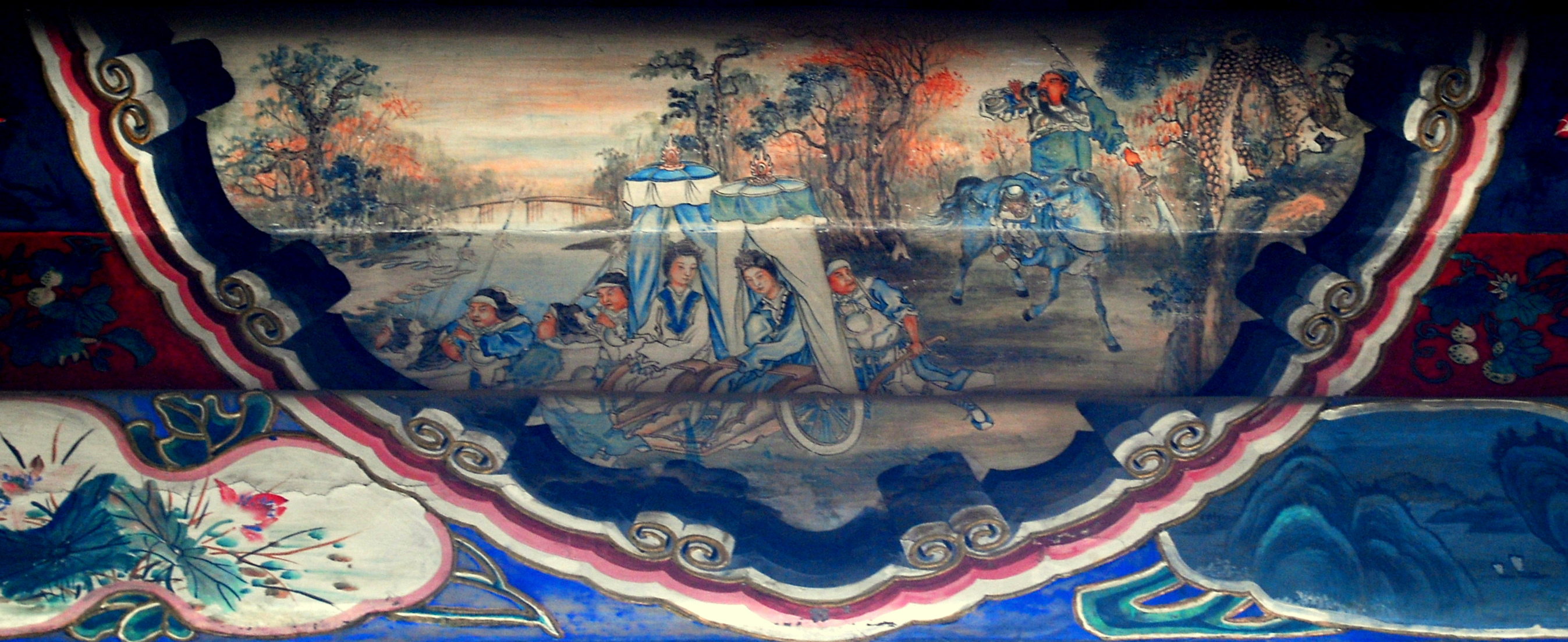

오관참육장(五關斬六將)은 관우가 하북의 원소에게 의탁하고 있는 유비를 만나기 위해 5관을 돌파하며 조조의 여섯 장수를 참한 설화를 말한다. 진수의 《삼국지》 등의 사서에는 없고 나관중이 각색하여 창작한 부분이다.
오관육참(五關六斬) 또는 과오관참육장(過五關斬六將)이라는 고사성어로도 불리며, 천리주단기(千里走單騎)라고도 부르기도 한다.

## 삼국지연의의 묘사

### 배경
당시 200년 관우는 조조의 서주 함락으로 의형제 유비와 장비가 하북의 원소에게로 의탁하여 헤어지게 되었고 마지막까지 서주의 하비성을 지키다가 조조에게 3가지 조건으로 항복한다. 그 뒤 조조에게 적토마를 얻고 원소와의 백마 전투에서는 원소의 장수 안량과 문추를 베는 공을 이룬다. 그러다가 유비의 편지를 받은 관우는 조조에게서 떠나 유비를 만나기 위해 하북으로 가기를 결정한다. 하지만 먼저 출발한 유비의 아내이자 관우의 두 형수는 산적들의 습격을 받고 다행히 산적들 중 의로운 자인 요화의 도움으로 풀려나 관우를 만나 밤이 늦아 호화라는 노인의 집에 머문다. 호화는 형양을 지키는 병사 호반의 부친이라 호반에게 편지를 전해달라고 부탁한다.

### 제1관 동령관(공수)
관우는 낙양으로 가는 첫 번째 관문이 동령관을 지나게 된다. 동령관에는 조조의 장수 공수가 지키고 있었다. 공수는 관우가 조조의 적인 원소의 하북 땅으로 가는 것을 구실로 삼아 증명서를 요구하지만 관우는 그를 단칼에 베어버리고 간다..

### 제2관 낙양(한복, 맹탄)
관우의 소식은 빠르게 낙양 태수 한복에게로 전해진다. 낙양 태수 한복 역시 공수처럼 관우를 막으려 했고 한복의 부하 맹탄은 관우를 유인해 화살을 쏘아 죽이려는 계획을 세운다. 그리고 맹탄은 계획대로 관우와 맞서 싸우며 낙양 성 앞으로 유인을 하지만 유인을 하는 도중 관우에게 죽임을 당한다. 한복이 관우에게 활을 쏘지만 팔에 맞고 다시 활을 쏘려고 할 때 관우에게 죽임을 당한다.

### 제3관 사수관(변희)
다음 관문인 사수관은 유성추를 전문으로 사용하는 변희가 지키고 있었다. 변희는 관우를 진국사라는 절 안으로 유인해 자객을 불러 죽이려는 음모를 꾸미고 있었지만 진국사에서 관우와 같은 고향 사람이었던 스님 보정에 의해 변희의 음모는 관우에게 발각되고 관우는 진국사에서 자객들을 모두 죽이고 곧이어 변희마저 죽인다.

### 제4관 형양(왕식)
관우는 사수관에 이어 형양성으로 가고 형양 태수 왕식 역시 관우를 죽이려는 음모를 꾸며 관우를 크게 환대하는 척하며 역관에 머물게 한다. 하지만 관우가 잠 들었을 때 불을 놓아 태워 죽이려는 왕식의 음모는 지난날 관우에게 편지를 주었던 노인 호화의 아들 호반에 의해 발각되고 관우는 다시 도망치던 중 왕식이 쫓아오지만 관우는 단칼에 왕식을 벤다.

### 제5관 활주관(진기)
마지막 관문인 활주관은 하후돈의 부하 진기가 지키고 있었는데 진기 역시 공수처럼 증명서를 요구하지만 관우는 진기까지 베어버리고 배를 얻어 황하를 건너게 된다.

### 하후돈과의 싸움
관우가 자신의 부하들을 죽인 사실을 안 하후돈은 분노하게 되고 관우를 추격한다. 한편 관우는 우연히 유비의 사신 손건을 만나 유비가 예주의 여남으로 간 사실을 알리고 손건과 함께 여남으로 간다. 이때 이 과정에서 하후돈이 와 관우와 싸우게 되고 다행히 장료의 도움으로 하후돈은 물러가게 된다. 그리고 다시 여남으로 가 여남에 도착한다.

### 장비의 오해
가는 도중 관우는 산적 주창과 배원소를 만나 거두어 줄 것을 약속하고 계속 길을 떠나 고성에 도착한다. 고성에는 장비가 지키고 있어 관우는 장비를 만나러 가지만 장비는 관우를 조조의 부하로 오해해 칼을 휘둘른다. 이에 관우는 여남으로 가던 조조의 장수 채양을 베어 오해를 풀고 하북 근처에 도착한 관우는 손건을 보내 상황을 알린다.

### 다시 만난 의형제
유비는 원소에게 형주의 유표를 설득하러 간다는 이유를 들어 관우를 만나게 되고 관우는 집주인 관정을 만나 관정의 아들 관평을 양아들로 입양한다. 그리고 와우산에서 주창과 배원소를 거두러 가지만 조운이 배원소를 베자 유비는 장수 조운을 얻고 미축, 미방, 간옹 등과 함께 합류해 다시 만난다.